# پیراقوم
پیراقوم روستایی است که در استان اردبیل، شهرستان اردبیل، بخش مرکزی، دهستان شرقی قرار دارد. پیشینه تاریخی روستای پیراقوم به زمان محمد خدابنده برمی گردد. زمانی که به دستور شاه صفوی، یکی از پیر یا بابا های آن زمان که در قم زندگی می‌کرد به این منطقه تبعید شده و بعد از مرگ او نام روستا را به نام او (پیراقوم) که به معنای پیری که از شهر قم آمده است نهادند. از طوایفی که به تدریج بعد از آن زمان به روستا مهاجرت کردند می‌توان به طایفه های قره وللو، مغان لو، قربان لو و مشگین لو و چوپان لو اشاره کرد. روستای پیراقوم دارای دو مدرسه پسرانه و دخترانه تا مقطع راهنمایی دور اول و دارای مسجد جامع، حسینیه، عباسیه و همچنین دارای تعاونی کشاورزی می باشد. پیراقوم محل کشاورزی محصولاتی همچون سیب زمینی و گندم است.

## جمعیّت
بر اساس سرشماری سال ۱۳۸۵ جمعیّت این روستا ۱۵۶۹ نفر با ۳۰۷ خانوار بوده‌است.